# Веков, Николай Дмитриевич
Николай Дмитриевич Веков (26 ноября 1870, Рязань — конец 1930-х годов) — артист оперы и оперетты (баритон); режиссёр. Один из популярных артистов своего времени.

## Биография
Родился в семье священника — учителя городского училища. В 1892 году окончил Оренбургский учительский институт. В 1894—1897 годах пел в московском Синодальном хоре. В 1895—1901 годах обучался пению в Московской консерватории (педагоги — Камилло Эверарди и Елизавета Лавровская). Ещё учась в консерватории, с 1900 года выступал в труппе Товарищества Московской частной русской оперы. В 1901 году, окончив Московскую консерваторию с малой серебряной медалью, сначала продолжил работу там же, — до 1904 года, одновременно с 1903 года выступая в концертах Кружка любителей русской музыки с исполнением романсов, а потом (с 1904 до 1911 года) — поступил в московскую частную оперу С. Зимина. Работал на провинциальных сценах: в 1912—1913 и 1915—1917 годах — в Одессе, в 1914—1915 годах — в Киеве. В 1909—1910 годах снялся в нескольких кинофильмах.
Современники так оценивают его творчество: «Обладал голосом, который не отличался силой или особым тембром, только верхний регистр имел блестящую звучность. Получил признание как актёр яркого сценического дарования, „высокого художественного интеллекта“». «Непривычное в опере обилие актерских приемов резко выделяло его сценическое поведение по сравнению с окружающими его в массе актерски беспомощными оперными певцами… Он прекрасно владел своим телом, отлично танцевал, фехтовал в ролях Меркуцио и Валентина, играл плащом в роли Тореадора» — писал С. Левик.
Создал огромное количество оперных образов, среди его партий: Клушин («Скоморох», первый исполнитель), Петр («Страшная месть», первый исполнитель); Князь («Горюша»), Якуб («Сарацин»); Бес («Черевички»), Онегин («Евгений Онегин»), Томский, Елецкий («Пиковая дама»), Эскамильо («Кармен»), Каленик («Майская ночь»), Рангони («Борис Годунов»), Владимир Галицкий («Князь Игорь»), Грязной («Царская невеста»), Веденецкий гость («Садко»), Алеко («Алеко» С. Рахманинова), Курлятев, Кочубей, Мазепа («Мазепа»); Дон Жуан («Дон Жуан»), Тонио («Паяцы»), Жермон («Травиата»), Амонасро («Аида»), Гамлет, Невер, Верховный жрец Дагона («Самсон и Далила»), Пизаро, Лотарио, Вольфрам («Тангейзер») и ещё очень много других.
Выступал также в оперетте: Менелай («Прекрасная Елена»).
Записал на грампластинки 19 произведений, все записи в Москве (студия «Граммофон», 1907; «Метрополь» (Корона), 1911). Архив записей — Государственный центральный музей музыкальной культуры им. М. И. Глинки (ГЦММК), Государственный центральный театральный музей имени А. А. Бахрушина (ГЦТМ) и Центральный государственный архив звукозаписей (ЦГАЗ — РГАФД).
В эмиграции, после 1920 года и в 1930-х годах работал режиссёром в Национальном оперном театре (София), где поставил «Бориса Годунова». В 1925 году был приглашён в Литву и в 1926—1927 годах в Государственном театре поставил ряд оперных спектаклей — «Бал-маскарад» Джузеппе Верди, «Миньон» Амбруаза Тома, «Богема» Джакомо Пуччини и другие
Позднее перешёл на педагогическую деятельность.

## Семья
Жена — Анна Тимофеевна Векова (1899 — после 1956), в 1927 году вернулась из эмиграции в СССР, в 1931—1934 годах состояла в гражданском браке с драматургом М. Д. Вольпиным, в 1934—1936 годах была замужем за поэтом К. А. Большаковым; арестована 1 ноября 1937 года, провела 16 лет в лагерях и ссылках.

## Фильмография
- 1911 — Анна Каренина
- 1910 — Поединок
- 1910 — Марфа-посадница — Мирослав, сирота
- 1910 — Мара
- 1910 — Лейтенант Ергунов — лейтенант Ергунов
- 1910 — Княжна Тараканова — Алексей Орлов
- 1909 — Смерть Иоанна Грозного — Боярин Нагой